# Associazione Calcio Cesena 1993-1994
Questa pagina raccoglie le informazioni riguardanti l'Associazione Calcio Cesena nelle competizioni ufficiali della stagione 1993-1994.

## Stagione
Nella stagione 1993-1994 il Cesena affidato alle cure di Bruno Bolchi disputa il campionato di Serie B, raccoglie 43 punti sfiorando la promozione, persa nello spareggio contro il Padova, entrambe giunte al quarto posto. La squadra bianconera è partita molto bene, inizia con tre pareggi ma poi vola con il vento in poppa, chiudendo al secondo posto da sola, alle spalle della Fiorentina il girone di andata con 25 punti, nel ritorno ha pagato a caro prezzo un calo di rendimento alla distanza, nel momento decisivo del torneo. Due protagonisti di questa comunque positiva stagione, sono i due attaccanti Dario Hubner e Lorenzo Scarafoni entrambi autori di 15 reti. Discreto anche il percorso cesenate in Coppa Italia, dove il Cesena supera il Ravenna nel primo turno, supera il Cagliari nel secondo turno, poi viene estromesso dalla manifestazione dal Foggia nel terzo turno, che si aggiudica il doppio confronto dopo i tempi supplementari.

## Rosa
| N. |                   | Ruolo | Calciatore        |
| -- | ----------------- | ----- | ----------------- |
|    | Italia (bandiera) | D     | Costanzo Barcella |
|    | Italia (bandiera) | P     | Enzo Biato        |
|    | Italia (bandiera) | D     | Fabio Calcaterra  |
|    | Italia (bandiera) | P     | Stefano Dadina    |
|    | Italia (bandiera) | C     | Andrea Del Bianco |
|    | Italia (bandiera) | C     | Aldo Dolcetti     |
|    | Italia (bandiera) | A     | Dario Hübner      |
|    | Italia (bandiera) | C     | Gianluca Leoni    |
|    | Italia (bandiera) | D     | Maurizio Marin    |
|    | Italia (bandiera) | D     | Filippo Medri     |
|    | Italia (bandiera) | D     | Andrea Pepi       |

| N. |                   | Ruolo | Calciatore            |
| -- | ----------------- | ----- | --------------------- |
|    | Italia (bandiera) | C     | Luigi Piangerelli     |
|    | Italia (bandiera) | C     | Adriano Piraccini     |
|    | Italia (bandiera) | A     | Paolo Pupita          |
|    | Italia (bandiera) | D     | Alessandro Sacchi     |
|    | Italia (bandiera) | C     | Emiliano Salvetti     |
|    | Italia (bandiera) | A     | Lorenzo Scarafoni     |
|    | Italia (bandiera) | D     | Gianbattista Scugugia |
|    | Italia (bandiera) | D     | Andrea Sussi          |
|    | Italia (bandiera) | C     | Alessandro Teodorani  |
|    | Italia (bandiera) | A     | Gabriele Zagati       |

## Risultati

### Campionato

#### Girone di andata
| Arbitro: | Bolognino (Milano) |

|                      |           |               |
| Scarafoni 50’ (rig.) | Marcatori | 46’ Palladini |

| Arbitro: | Dinelli (Lucca) |

|           |           |                      |
| Sabau 68’ | Marcatori | 41’ (rig.) Scarafoni |

| Arbitro: | Lana (Torino) |

|                           |           |                                 |
| Dolcetti 21’ Scugugia 54’ | Marcatori | 48’ Artistico 85’ (aut.) Hubner |

| Arbitro: | Bonfrisco (Monza) |

|                |           |                              |
| Mascheretti 4’ | Marcatori | 48’ Scarafoni 63’ Calcaterra |

| Arbitro: | Pellegrino (Barcellona Pozzo di Gotto) |

|                         |           |           |
| Scugugia 13’ Hubner 69’ | Marcatori | 37’ Maini |

| Arbitro: | Rodomonti (Teramo) |

|              |           |                             |
| Masolini 55’ | Marcatori | 2’ Scarafoni 12’ Calcaterra |

| Arbitro: | Cardona (Milano) |

|                            |           |                      |
| Scarafoni 20’ Dolcetti 30’ | Marcatori | 40’ Vignini 83’ Paci |

| Arbitro: | Borriello (Mantova) |

|                 |           |  |
| Hubner 69’, 85’ | Marcatori |  |

| Arbitro: | Braschi (Prato) |

|                                                  |           |               |
| Caccia 50’ Centofanti 63’ Agostini 78’ Gadda 90’ | Marcatori | 84’ Scarafoni |

| Arbitro: | Bonfrisco (Monza) |

|                               |           |                       |
| Hubner 38’ Bertoni 44’ (aut.) | Marcatori | 21’ (aut.) Calcaterra |

| Arbitro: | Ceccarini (Livorno) |

|           |           |                 |
| Vieri 90’ | Marcatori | 38’, 83’ Hubner |

| Arbitro: | Rosica (Roma) |

|            |           |  |
| Hubner 90’ | Marcatori |  |

| Arbitro: | Cinciripini (Ascoli Piceno) |

|                                           |           |            |
| Cuicchi 72’ Longhi 75’ (rig.), 85’ (rig.) | Marcatori | 47’ Hubner |

| Arbitro: | Tombolini (Ancona) |

|                          |           |                                   |
| Fioretti 14’, 71’ (rig.) | Marcatori | 53’ Dolcetti 81’ (rig.) Scarafoni |

| Arbitro: | Pacifici (Roma) |

|                     |           |               |
| De Sensi 15’ (aut.) | Marcatori | 74’ Battaglia |

| Arbitro: | Arena (Ercolano) |

|               |           |            |
| Lorenzini 50’ | Marcatori | 90’ Hubner |

| Arbitro: | Ceccarini (Livorno) |

|              |           |  |
| Scugugia 32’ | Marcatori |  |

| Arbitro: | Amendolia (Messina) |

|               |           |  |
| T. Napoli 69’ | Marcatori |  |

| Arbitro: | Stafoggia (Pesaro) |

|                      |           |  |
| Scarafoni 48’ (rig.) | Marcatori |  |

#### Girone di ritorno
| Arbitro: | Racalbuto (Gallarate) |

|                              |           |               |
| A. Carnevale 45’ Alfieri 88’ | Marcatori | 55’ Piraccini |

| Arbitro: | Bazzoli (Merano) |

|                         |           |                                                                     |
| Hubner 35’ Salvetti 59’ | Marcatori | 14’ Lerda 20’ (rig.), 49’ (rig.) Bonometti 44’ Baronchelli 77’ Neri |

| Arbitro: | Bettin (Padova) |

|  |           |            |
|  | Marcatori | 87’ Hubner |

| Arbitro: | Tombolini (Ancona) |

|                                            |           |              |
| Dolcetti 20’, 60’ Zagati 57’ Scarafoni 80’ | Marcatori | 56’ Sorbello |

| Arbitro: | Luci (Firenze) |

|              |           |  |
| Bierhoff 87’ | Marcatori |  |

| Arbitro: | Pellegrino (Barcellona Pozzo di Gotto) |

|                                               |           |                      |
| Scugugia 4’ Scarafoni 54’ (rig.) Dolcetti 67’ | Marcatori | 21’ Ripa 90’ Ianuale |

| Arbitro: | Fucci (Salerno) |

|  |           |               |
|  | Marcatori | 78’ Scarafoni |

| Arbitro: | Borriello (Mantova) |

|                                   |           |               |
| Bonaldi 4’ Viviani 36’ Valoti 90’ | Marcatori | 77’ Scarafoni |

| Cesena 27 marzo 1994 28ª giornata | Cesena          | 0 – 0 | Ancona | Stadio Dino Manuzzi\| Arbitro: \| Dinelli (Lucca) \| |
| Arbitro:                          | Dinelli (Lucca) |       |        |                                                      |

| Arbitro: | Pacifici (Roma) |

|               |           |  |
| Provitali 10’ | Marcatori |  |

| Arbitro: | Braschi (Prato) |

|  |           |                      |
|  | Marcatori | 83’ Vieri 90’ Fiorio |

| Arbitro: | Rodomonti (Teramo) |

|  |           |                |
|  | Marcatori | 29’ Calcaterra |

| Cesena 24 aprile 1994 32ª giornata | Cesena           | 0 – 0 | Padova | Stadio Dino Manuzzi\| Arbitro: \| Bazzoli (Merano) \| |
| Arbitro:                           | Bazzoli (Merano) |       |        |                                                       |

| Arbitro: | Tombolini (Ancona) |

|           |           |                                    |
| Sussi 81’ | Marcatori | 86’ Pessotto 90’ (rig.) Ficcadenti |

| Arbitro: | Cardona (Milano) |

|                                          |           |                   |
| Medri 9’ (aut.) Soda 48’ Buoncammino 77’ | Marcatori | 43’, 80’ Dolcetti |

| Arbitro: | Rodomonti (Teramo) |

|               |           |  |
| Scarafoni 73’ | Marcatori |  |

| Arbitro: | Cinciripini (Ascoli Piceno) |

|  |           |            |
|  | Marcatori | 73’ Hubner |

| Arbitro: | Nicchi (Arezzo) |

|  |           |             |
|  | Marcatori | 61’ Marulla |

| Arbitro: | Boggi (Salerno) |

|                               |           |                                         |
| Baiano 25’ (rig.), 78’ (rig.) | Marcatori | 3’ Calcaterra 11’ (rig.), 45’ Scarafoni |

### Spareggio promozione
| Arbitro: | Ceccarini (Livorno) |

|                            |           |           |
| Cuicchi 18’ M. Coppola 69’ | Marcatori | 7’ Hubner |

## Coppa Italia
| Arbitro: | Beschin (Legnago) |

|  |           |            |
|  | Marcatori | 51’ Hubner |

| Arbitro: | Arena (Ercolano) |

|                 |           |            |
| Dely Valdes 45’ | Marcatori | 57’ Hubner |

| Arbitro: | Bazzoli (Merano) |

|            |           |  |
| Hubner 44’ | Marcatori |  |

| Arbitro: | Pellegrino (Barcellona Pozzo di Gotto) |

|              |           |  |
| Salvetti 90’ | Marcatori |  |

| Arbitro: | Cardona (Milano) |

|                             |           |  |
| Stroppa 64’ (rig.) Roy 105’ | Marcatori |  |